# Ekaltadeta
Ekaltadeta je vymřelý rod gigantických vačnatců příbuzných současné čeledi klokánkovití (Potoroidae).
Na základě jejich stoliček se předpokládá, že to byli predátoři nebo všežravci se zálibou pro maso. Tento závěr je založen především na velikosti a tvaru velkých pilovitých špičáků, třetích třenových zubů dospělců, které jsou společné pro všechny Ekaltadeta. Několik druhů skutečně mělo tyto dravčí „zuby“.
Fosilie těchto zvířat zahrnují dvě téměř kompletní lebky a mnoho horních i dolních čelistí.